# 도리 (부르키나파소)

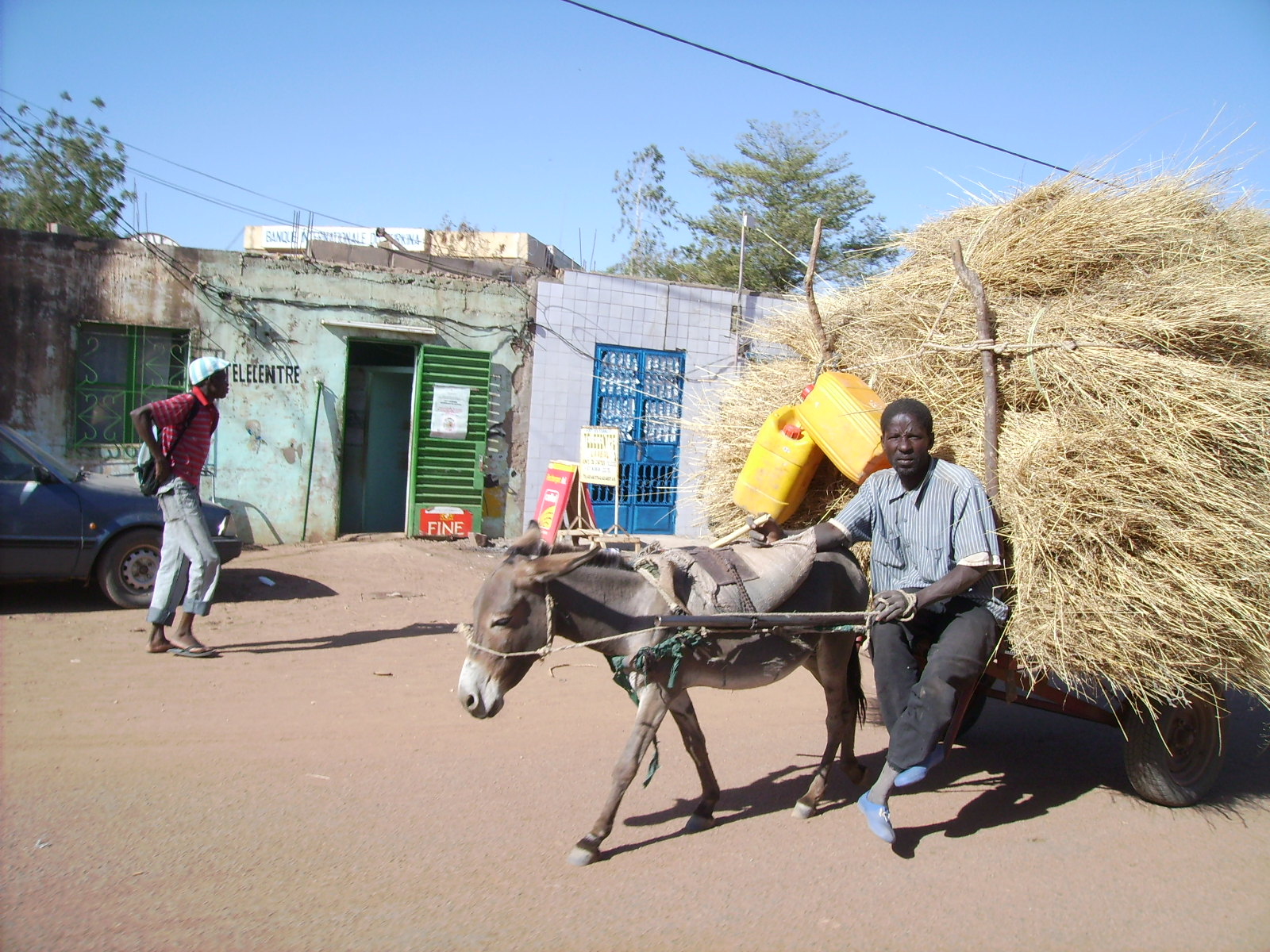
도리

도리(프랑스어: Dori 또는 Winde, Wendu)는 부르키나파소 북동부에 위치한 도시로 사엘 주의 주도이자 세노 현의 현도이며 인구는 17,675명(2005년 기준)이다.